# Classe Kassatka
La classe Kassatka est une classe de sous-marin de la marine impériale russe. Six sous-marins appartenant à cette classe voient le jour :
- Kassatka (Касатка - orque) : 1904
- Skat (Скат - raie) : 1904
- Nalim (Налим - lotte) : 1904
- Feldmarschall graf Cheremetiev (Фельдмаршал граф Шереметев) : 1904
- Makrel (Макрель - maquereau) : 1904
- Okoun (Окунь - perche) : 1904

Construit par le chantier naval de la Baltique de Saint-Pétersbourg, les sous-marins sont dessinés par Ivan Boubnov. L’Okoun et le Makrel sont modernisés en 1905, on remplace le moteur initial par un moteur dynamo-diesel de 120 chevaux afin d'alimenter le moteur principal à propulsion électrique.
Le Kassatka est désarmé en 1925, le Skat et le Nalim sont sabordés à Sébastopol en 1919. Le Makrel et l’Okoun sont désarmés et mis hors service en 1925, le Feldmarschall Graf Cheremetiev sombra à Pétrograd en 1922.

## Source et bibliographie
- (en) I.D. Spassky, V.P. Semyonov & Norman Polmar, Submarines of the Tsarist Navy : A pictorial History, États-Unis, Naval Institute Press, 1998, 94 p. (ISBN 1-55750-771-6)
- https://www.soumarsov.eu/Sous-marins/Avt17/Kasatka/Kasatka.htm